# Cirolana theleceps
Cirolana theleceps là một loài chân đều trong họ Cirolanidae. Loài này được Barnard miêu tả khoa học năm 1940.